# ストレ・ディミトリエフスキ
- ストール・ディミトリエフスキ
- ストール・ディミトゥリエフスキ
- ストーレ・ディミトリエフスキ

ストレ・ディミトリエフスキ（Stole Dimitrievski マケドニア語: Столе Димитриевски  ,  1993年12月25日 - ）は、北マケドニア・クマノヴォ出身のプロサッカー選手。スペイン・プリメーラ・ディビシオンのバレンシアCFに所属している。ポジションはGK。
日本のメディアの表記は、ストール・ディミトリエフスキ、ストール・ディミトゥリエフスキ、ストーレ・ディミトリエフスキなど複数ある。

## 来歴
ユース時代からFKラボトニツキて過ごし、2010年10月24日の国内リーグのFKバルダール戦でプロデビュー。
2011年8月23日、イタリア・ウディネーゼ・カルチョと契約した後、提携チームのグラナダCFに移籍。移籍1年目の2011-12シーズンは、シーズン途中からカディスCFのローン移籍し、Bチームでプレー。復帰あもトニョ、ロベルト、オイエルらとのポジション争いを強いられ、Bチームでのプレーが中心となった。2014年8月23日のデポルティーボ・ラ・コルーニャ戦で、念願のラ・リーガデビューを果たし、2-1で勝利するも、グラナダでのトップチーム出場は、この1試合に止まった。
2016年8月16日、セグンダ・ディビシオン所属のジムナスティック・タラゴナと2年契約を締結。2016-17シーズンは9試合に先発出場。2017年8月17日に、2020年までの契約延長に合意。2年目の2017-18シーズンに正GKを任され、リーグ戦39試合に先発出場した。
2018年8月31日、ラ・リーガに復帰したラージョ・バジェカーノと、1年間のローン移籍で合意。11月11日のビジャレアルCF戦で移籍後初出場。11月30日のSDエイバル戦では、移籍後初勝利を1-0の完封勝利で飾った。
2019年1月31日、ローン移籍先のラージョ・バジェカーノへ完全移籍し、2022年6月30日までの契約を結んだ。
2024年6月12日、バレンシアCFに2年契約で移籍した.。

## 北マケドニア代表
プロデビュー前の2009年から、ユース世代の北マケドニア代表に招集され、2015年11月12日のモンテネグロ戦で、フル代表デビューした。